# Heidehuizen (Opsterland)
Heidehuizen (Fries: Heidehuzen) is een buurtschap in de gemeente Opsterland, in de Nederlandse provincie Friesland.
Het ligt ongeveer twee kilometer ten oosten van Olterterp, waaronder het ook formeel valt. De buurtschap bestaat uit enkele boerderijen.
De buurtschap ligt aan de rand van het bosgebied rond Beetsterzwaag in de nabijheid van het riviertje de Boorne (het Koningsdiep geheten op dat stuk).
In 1718 werd de Heidehuizen vermeld als Heyd huysen. De plaatsnaam verwijst naar het feit dat het een nederzetting was in of bij een heide.
Dorpen: Bakkeveen · Beetsterzwaag · Drachten-Azeven · Frieschepalen · Gorredijk · Hemrik · Jonkersland · Langezwaag · Lippenhuizen · Luxwoude · Nij Beets · Olterterp · Siegerswoude · Terwispel · Tijnje · Ureterp · Waskemeer (klein deel) · Wijnjewoude

Buurtschappen: Allardsoog (deels) · Haneburen · Hanebuurt · Heidehuizen · Hemrikerverlaat · Klein Groningen · Kooibos · Kortezwaag · Moskou (deels) · Nieuwe Vaart · Oosterend · Oud Beets · Petersburg (deels) · Rolbrug · Selmien · Sparjebird · Uilesprong · Ureterp aan de Vaart · Voorwerk · Vosseburen · Welgelegen (deels) · Wijngaarden · Wijnjeterpverlaat

Friesland: Steden en dorpen      Nederland: Provincies · Gemeenten